# Santiago Lavin Cuadra
Santiago Lavin Cuadra était un agriculteur et chef d'entreprise espagnol fondateur de la ville duranguense de Gómez Palais. Originaire de Santander, en Espagne, il est né le 20 juillet 1834 et il est mort à Mexico le 16 mai 1896 à l'âge de 62 ans.

## Biographie
Santiago Lavín Cuadra est né le 25 juillet 1834 dans le quartier d'Ahedo de la villa de Ampuero, dans la province de Santander qui est aujourd'hui dénommée Communauté de Cantabrie (Espagne). En 1864 il arrive au Mexique en recherche de fortune et s'établit dans la Région de la Laguna dans l'État de Durango au nord du Mexique, où il habite la majeure part de sa vie dans l'hacienda de Noé située actuellement au nord de la municipalité de Gomez Palacio. Il s'enrichit de diverses façons, quelquefois à la limite du légal et acquiert des terres à partir de 1880 jusqu'à 54 mille hectares, dont 18 mille arrosées par la Rivière Nazas. Ce qui permettra a sa famille et ses proches de venir s'installer dans la région et ainsi tous réunis a aider eau développement du commerce et de l'agriculture de la ville.